# Liste des évêques de Lectoure
Pour un article plus général, voir Ancien diocèse de Lectoure.
Liste des évêques de Lectoure
Fondé au IVe siècle, l'évêché de Lectoure a été supprimé vers la fin du VIe siècle et son diocèse réuni à celui de l'évêché d'Auch.
Rétabli à la fin du Xe siècle, l'évêché a été définitivement supprimé le 29 novembre 1801, et son territoire uni au diocèse d'Auch.

## Liste des évêques
- saint[1] Heuterus[2] (ou Heuterius[3])[4]. Confusion possible avec un pape Hygin ou Hyginius (136-140) qui aurait pu accréditer la confusion avec saint Gény de Lectoure au IIe siècle, alors que celui-ci aurait été importé des Landes au Xe siècle, lors de la création du prieuré de Saint-Gény[5].
- vers 506 : Vigile (ou Vigilius)
- vers 549 : Aletius

Le diocèse est ensuite joint à celui d'Auch. Apparaît seulement au VIIe siècle en tant qu'évêque de Lectoure :
- vers 663 : Rosolanus[6] (ou Roselenus[7])

Puis sont évêques de Lectoure à partir de la restauration du siège au Xe siècle :
- vers 990 : Bernard Ier (ou Bernardus)
- vers 1052 : Arnaud Ier[2] (ou Arnaldus[3])
- vers 1060[8]: Jean Ier (ou Joannes)
- Raimond Ier[9]
- 1061-mai 1097[10]: Raymond Ebbon[11],[12] (ou Ebbo ou Raymond Ebbons). Toulousain, prévôt de la cathédrale de Toulouse, il est appelé par Austinde, évêque d'Auch. Il va s'efforcer de récupérer les biens de l'Église usurpés par les laïcs. Il est cité dans un acte signé par Adémar III, vicomte de Toulouse.
- 1097[13] ou 6 janvier 1098[14]-1103 : Pierre Ier (ou Petrus)
- 1103-1118 : Garcias Ier
- 1118[13] ou 1120[14]-1126 : Guillaume Ier d'Andozile (ou Guilielmus)
- 1126-vers 1160 : Vivien (ou Vivianus)
- vers 1160-4 août 1162[15]: Bertrand Ier de Montaut[2] (ou Bertrand de Montault[3])
- 4 août 1162-vers 1175 ou 1178 : siège vacant
- vers 1175[13] ou 1178[14]-vers 1194[14] ou 1195[13]: Garcias II Sanche[2] (ou Garcias Sancius[3])
- 1196[13] ou novembre 1197[14]-1199[14] ou vers 1205[13]: Bernard II (ou Bernardus)
- août 1215-vers 1221 : Arnaud II[2] (ou Arnaldus[3])
- vers 1221- 1229 : siège vacant
- vers 1229 : Hugues Ier (ou Hugo)
- vers 1240 : Gaillard de Lambesc (ou Gaillardus)
- vers 1256 : Géraud Ier[2] (ou Geraldus[3])
- vers 1257 : Guillaume II (ou Guilielmus)
- 1268-vers 1295[16] : Géraud II de Montlezun[2] (ou Geraldus[3])
- vers 1296[13] ou 1301[14]-1302 : Pierre II de Ferrières (ou Petrus, ou Peire de Ferrières)
- 1303-1307 : Raimond II (ou Raymundus)
- 1307[14] ou 1308[13]-† 1330 : Guillaume III des Bordes (ou Guilielmus)
- vers 1336[17]: Roger d'Armagnac (ou Rogerius)
- 14 mai 1344-1349 : Arnaud III Guillaume de La Barthe[13] (ou Arnaldus Guilielmi de La Barthe[14])
- 15 février 1350-1364[18] : Pierre III Anzelerii (ou Petrus Anzelerii)
- 1365-1368 : Pierre IV (ou Petrus), probablement Pierre de Montrevel, fondateur d’un collège à Toulouse en 1369
- 1368[13]-1369[13] ou 1369[14]-† 1370[14]: Hugues II (ou Hugo)
- 27 janvier 1370-1371 : Bernard III (ou Bernardus)
- 1372-vers 1375[13] ou 1377[14] : Vignier[2] (ou Vignerius[3])
- vers 1377[13] ou février 1378[14]-1383 : Bérenger[2] (ou Berengarius[3], ou Beguerius[7])
- 1383 : Rénier de Malent (ou Rainerius)
- 1383[13]-1384 : Eudes[2] (ou Odo[3])
- 1384-† 17 août 1406[19] : Raimond III de Cambanilla (ou Raymundus)
- vers 1407[13] ou 1408[14]-† 30 avril 1416 : Arnaud IV de Peyrac[2] (ou Arnaldus de Peyrac[3])
- 1418-† 30 juillet 1425 : Géraud III Dupuy[2] (ou Geraldus du Puy[3])
- vers 1428-† 24 mai 1449 : Martin Gutteria de Pampelune[2] (ou Martinus Guitteria[3])
- 1er septembre 1449-† 1452 : Bernard IV André
- 7 juillet 1453-1479 : Amaury (ou Amalricus[20])
- vers 1480[13] ou 1481[14]-1487 : Hugues III d'Espagne[2] (ou Hugo de Orsano d'Espagne[3])
- 1488[13] ou 1489[21]-22 juin 1494 : Pierre V d'Abzac de La Douze[2] (ou Petrus d'Absac[3])
- 22 juin 1494-21 décembre 1500 : siège vacant, administrateur Antonio Gentile Pallavicino
- 21 décembre 1500-† 30 mai 1505 : Louis Ier de Pot (ou Ludovicus)
- 1505[13] ou 26 mars 1506[14]-† 1508 : Pierre VI du Faur (ou Petrus)
- 1509-† 17[13] ou 27[14] avril 1511 : Bertrand II de Lustrac
- 1511[13]-1512[13] ou vers le 3 décembre 1512[14]: Paul (ou Paulus)
- 1512, René de Prie, nommé, échange le diocèse de Limoges avec Guillaume IV de Barton
- 1512[13]-1513 : Guillaume IV de Barton (ou Guilielmus)
- 1513-† 21 septembre 1544 : Jean II de Barton (ou Joannes)
- 1544[13] ou 1545[14]-1569 : Guillaume V de Barton (ou Guilielmus)
- 1569-1590 : siège non pourvu
- 1590-1594 : Charles de Bourbon (ou Carolus)
- 1594-1599 : siège vacant
- 1599-† 24 mars 1635 : Léger de Plas[2] (ou Leodegarius[3])
- 24 mars 1635-† 12 avril 1646 : Jean III d'Estresse[2] (ou Joannes d'Esdresse[3]), qui était depuis 1606 coadjuteur de son prédécesseur[22].
- mai 1646-† 5 décembre 1654 : Louis II de La Rochefoucauld (ou Ludovicus)
- 21 septembre 1655-5 janvier[23] 1671 : Pierre-Louis Cazet de Vautorte (ou Pierre-Louis Caset de Vautorte[2], ou Petrus-Ludovicus Caset[3])
- janvier 1671-† 22 décembre 1691 : Hugues IV de Bar (ou Hugo)
- 6 avril 1692-† 13 octobre 1717 : François-Louis de Polastron (ou Franciscus-Ludovicus)
- octobre 1717-† août 1720 : Louis III de Balzac d'Illiers d'Entragues[24] (ou Louis d'Illers d'Entragues[2], ou Ludovicus d'Illiers d'Entragues[3])
- 8 janvier 1721-† 26 août 1745 : Paul-Robert Hertault de Beaufort (ou Paulus-Robertus Bertault de Beaufort[3])
- décembre 1745-† 14 mai 1760 : Claude-François de Narbonne-Pelet (ou Claudius-Franciscus)
- juillet[13] ou 15 décembre[14] 1760-† 26 juin 1772 : Pierre VII Chapelle de Jumilhac de Cubjac (ou Petrus)
- 7 septembre 1772-1790 : Emmanuel-Louis de Cugnac (ou Louis-Emmanuel de Cugnac[2], ou Ludovicus-Emmanuel de Cugnac[3]), dernier évêque avant la suppression du siège. Évêque titulaire jusqu'à sa mort survenue 8 décembre 1800.

## Sont curés-archiprêtres
- 1785-1825 : abbé Bernard Benquet (1749-7 octobre 1830), confident du dernier évêque Cugnac.
- 1855-1892 : abbé Jean-François Mauco (1809-1893), ancien vicaire de la Cathédrale.
- 1892-1900 : abbé Cézerac, nommé par la suite vicaire à Auch.
- 1924-1929 : Jean-Joseph Moussaron, ensuite évêque auxiliaire d’Auch puis évêque de Cahors et d’Albi, Juste parmi les nations.
- 1930-1947 : abbé Arthur Sentex, Juste parmi les nations.
- Abbé de Lartigue.
- Abbé David Cenzon.
- Abbé Charles Sawadogo, curé actuel.